# Maino (rapper)
Maino, pseudonimo di Jermaine John Coleman (New York, 30 agosto 1973), è un rapper statunitense.

## Carriera
Jermaine Coleman è nato a New York City. All'inizio degli anni '90, Maino è stato coinvolto in un "rapimento per droga", che ha comportato una condanna da 5 a 15 anni di carcere: "Non sapevamo bene cosa stavamo facendo", ricorda. "Avevamo una grande idea, credo, ma alla fine siamo stati catturati". Durante il suo decennale periodo di detenzione, Maino ha iniziato a rappare come conseguenza della noia: "Stavo in cella per ventitré ore al giorno, ho iniziato a rappare come qualcosa da fare. Sento che l'hip hop mi ha tenuto in vita"[3].
Ascoltando i mixtape di DJ Clue con alcuni dei "migliori di Brooklyn" (Notorious B.I.G, Jay-Z, Lil' Kim), l'atmosfera si è rafforzata. Maino ha adottato la tecnica del "no writing": "Non mi sono mai sentito a mio agio nello scrivere i miei pezzi". Dopo il suo rilascio nel 2003, Maino ha lanciato immediatamente l'etichetta discografica indipendente Hustle Hard Entertainment. Dopo la pubblicazione di diversi mixtape e la presenza di ospiti importanti, nel giugno 2005 Maino ha ricevuto un contratto discografico dalla Universal Motown Records. Maino ha lasciato la Universal Motown Records il 27 agosto 2007.

## 2007- oggi, If Tomorrow Comes...., The Day After Tomorrow.
Il 28 agosto 2007 Maino ha firmato per Atlantic Records con il suo marchio Hustle Hard. Ha quindi iniziato a lavorare al suo album di debutto, If Tomorrow Comes.... Il suo singolo di debutto commerciale, intitolato "Hi Hater", è stato pubblicato nell'aprile 2008. Maino ha poi pubblicato il remix ufficiale della canzone, con la partecipazione dei rapper americani T.I., Swizz Beatz, Plies, Jadakiss e Fabolous. Il secondo singolo dell'album è stato "All the Above", con T-Pain. "All the Above" è la prima canzone di Maino ad entrare in classifica nella Billboard Hot 100. Ha debuttato al n. 54 e poi al n. 2 della classifica. Ha debuttato alla posizione numero 54 ed è salita alla numero 39 la settimana successiva.
Ha inoltre raggiunto la posizione numero 10 della Hot Rap Tracks, la numero 59 della Hot R&B/Hip-Hop Songs e la numero 46 della Pop 100. Il singolo è stato certificato disco di platino. Il singolo è stato certificato platino ed è l'unico successo Top 40 di Maino fino ad oggi. Il terzo singolo dell'album, "Million Bucks", ha la voce e la produzione di Swizz Beatz. If Tomorrow Comes... ha debuttato alla posizione numero 25 della Billboard 200 con 18.000 copie vendute nella prima settimana negli Stati Uniti.[5] Nel 2008, Maino ha anche realizzato una canzone originale intitolata "Getaway Driver", per il videogioco Grand Theft Auto IV.
Il 2 febbraio 2010, Maino ha pubblicato Unstoppable, in esclusiva su iTunes, un extended play (EP) contenente quattro nuove registrazioni.[6] Il 5 luglio 2011, Maino ha annunciato che il suo secondo album in studio, intitolato The Day After Tomorrow, sarebbe stato ancora spinto da Atlantic Records, ma sarebbe stato distribuito da E1 Music[7][8][9] Il singolo principale dell'album, "Let It Fly", vede la partecipazione del rapper-cantante di Atlanta Roscoe Dash. Ha debuttato alla posizione numero 57 della Billboard Hot R&B/Hip-Hop Songs statunitense. The Day After Tomorrow, a differenza dell'album di debutto di Maino, ha registrato vendite inferiori, debuttando alla posizione numero 94 della Billboard 200.
Tramite la sua etichetta Hustle Hard, Maino ha formato un gruppo rap chiamato The Black Flag Mafia, che comprende lui stesso, Push!, Lucky Don, Twigg Martin e Hustle Hard Mouse. Il 9 ottobre 2012 hanno pubblicato il loro primo mixtape, The Mafia Attualmente stanno lavorando al loro album EP per E1 Music. Il 4 febbraio 2014 Maino ha pubblicato un EP digitale, King Of Brooklyn EP.[12] Nel 2018 ha duettato con RRose RRome.
Nel 2015, Maino ha registrato "Crazy" con Erika Jayne, che ha portato a una hit dance numero uno negli Stati Uniti.

## Controversie Legali.
Maino ha trascorso 10 anni in prigione per aver rapinato e sequestrato uno spacciatore di droga.[15][16]
Nell'ottobre 2014  la Pornostar Mellanie Monroe ha affermato che Maino l'ha aggredita.[17]
Nella sparatoria dell'Irving Plaza del 2016, è stato scagionato da qualsiasi responsabilità nella sparatoria, con un capo della polizia di New York che ha dichiarato: "Non crediamo che lui (Maino) sia stato coinvolto nella disputa"[18

## Discografia
Album studio
- 2008 - Maino is The Future
- 2009 - If Tomorrow Comes...
- 2012 - The Day After Tomorrow
- 2015 - K.O.B 3
- 2020 - Die A Legend
- 2022 - The Lobby Boyz